# ولودیا آبراهامیان (معمار)
ولودیا غازاروسی آبراهامیان (ارمنی: Վոլոդյա Ղազարոսի Աբրահամյան؛ انگلیسی: Volodya Ghazarosi Abrahamian زادهٔ ۲۰ ژوئیهٔ ۱۹۳۹) مهندس، استاد اهل ارمنستان است.

## زندگی‌نامه
وی در ۱۹۳۹ در روستای پاراکا به دنیا آمد و از دانشگاه ملی پلی‌تکنیک ارمنستان (۱۹۶۲) فارغ‌التحصیل گشت.

## یادداشت
1. ↑  տեխնիկական գիտությունների դոկտոր